# روبرت جاي لوف
روبرت جاي لوف (بالإنجليزية: Robert J. Love)‏ هو ضابط أمريكي، ولد في 28 ديسمبر 1917 في غراند براري في كندا، وتوفي في 6 ديسمبر 1986 في كاليفورنيا في الولايات المتحدة.